# Cândești (Neamț)
Cândești es una comuna ubicada en el distrito de Neamț, Rumania.

## Superficie
Posee una superficie de 37,74 kilómetros cuadrados.

## Demografía
Hasta 2021 la población era de 3192 habitantes, con una densidad de población de 84,58 habitantes por kilómetro cuadrado.